# Ellen Streidt
Ellen Streidt (născută Stropahl; n. 27 iulie 1952, Wittstock/Dosse, Brandenburg, Germania) este o atletă ce a reprezentat Republica Democrată Germană, medaliată olimpică. A participat la 2 ediții ale Jocurilor Olimpice (1972, 1976) în care a câștigat o medalie de aur și o medalie de bronz în probele de 4x400 m și 400 m.

## Palmares
| An   | Competiție                      | Locație                    | Loc | Eveniment | Note    |
| ---- | ------------------------------- | -------------------------- | --- | --------- | ------- |
| 1970 | Campionatul European de Juniori | Paris, Franța              | 4   | 200 m     | 24,85   |
| 1970 | Campionatul European de Juniori | Paris, Franța              | 3   | 4x100 m   | 45,47   |
| 1971 | Campionatul European            | Helsinki, Finlanda         | 7   | 200 m     | 23,63   |
| 1971 | Campionatul European            | Helsinki, Finlanda         | 2   | 4x100 m   | 43,62   |
| 1972 | Jocurile Olimpice               | München, Germania de Vest  | 17  | 100 m     | 11,48   |
| 1972 | Jocurile Olimpice               | München, Germania de Vest  | 4   | 200 m     | 22,75   |
| 1973 | Universiada                     | Moscova, Uniunea Sovietică | 3   | 100 m     | 11,63   |
| 1973 | Universiada                     | Moscova, Uniunea Sovietică | 3   | 200 m     | 22,73   |
| 1973 | Universiada                     | Moscova, Uniunea Sovietică | 3   | 4x100 m   | 44,44   |
| 1974 | Campionatul European în sală    | Göteborg, Suedia           | 9   | 60 m      | 7,33    |
| 1974 | Campionatul European            | Roma, Italia               | 2   | 400 m     | 50,69   |
| 1974 | Campionatul European            | Roma, Italia               | 1   | 4x400 m   | 3:25,2  |
| 1976 | Jocurile Olimpice               | Montréal, Canada           | 3   | 400 m     | 50,55   |
| 1976 | Jocurile Olimpice               | Montréal, Canada           | 1   | 4x400 m   | 3:19,23 |